# ناوتنگ منصوری
منطقۀ گردشگری ناوتنگ منصوری یکی از مناطق توریستی و زیبای شهرستان اسلام‌آباد غرب و استان کرمانشاه می‌باشد که جنگل‌های زیبا و چشمه‌های آن هرساله هزاران گردشگر را به خود جذب می‌کند. در مسیر ورودی روستا بقعه‌ای وجود دارد که از قدیم به شاهزاده جهان معروف بوده هر چند که شجره‌نامۀ آن در دست نیست.
چشمه‌های جوشان از دل کوه‌های سرسبز این منطقه نیز در همان ابتدای جاده روستا دیده می‌شود که در کنار این چشمه‌ها یک حمام قدیمی وجود دارد و در گذشته مردم در همین مکان به استحمام پرداخته‌اند. این حمام برای قدما مقدس بوده و بر این باورند که یکی از معصومین در این مکان استحمام نموده‌است و برخی از بومیان منطقه در فصول گرم سال کودکان خود را به عنوان تبرک در آن استحمام می‌نمایند.
این محل در فصل بهار و تابستان یکی از تفرجگاه‌های طبیعی و پربازدید برای عموم مردم خصوصاً مردم استان کرمانشاه و ایلام است.
جاده حمیل به شباب در سطوح مرتفع تنگ منصوری با ایجاد چندین تونل احداث گردیده‌است که راه ارتباطی استان کرمانشاه به ایلام را نزدیکتر نموده‌است.

## منطقه جغرافیایی
این منطقهٔ زیبا و توریستی در استان کرمانشاه و در بخش حمیل از شهرستان اسلام‌آباد غرب در روستایی به همین نام قرار دارد.